# 国道28号線 (韓国)
国道28号線（こくどう28ごうせん、榮州-浦項線、ハングル: 국도 제28호선）は慶尚北道栄州市栄州洞から同道浦項市北区興海邑へ至る大韓民国の一般国道である。

## 歴史
- 1971年8月31日 : 一般国道路線指定令により国道第28号線義城-浦項線になる。
- 1981年3月14日 : 起点を既存の慶尚北道義城郡義城邑から慶尚北道栄州市に延長する。これにより栄州~浦項線となる。

## 通過する自治体
- 軍威郡以外は慶尚北道
  - 栄州市 - 義城郡 - 大邱広域市軍威郡 - 永川市 - 慶州市 - 浦項市 （南区 - 北区)

## 通過する道路
高速道路
- 中央高速道路
- 唐津-盈徳高速道路
- 尚州-永川高速道路（朝鮮語版）

国道
- 国道5号線
- 国道7号線
- 国道31号線 (韓国)（朝鮮語版）
- 国道34号線 (韓国)（朝鮮語版）
- 国道35号線 (韓国)（朝鮮語版）
- 国道36号線 (韓国)（朝鮮語版）
- 国道59号線 (韓国)（朝鮮語版）

国家支援地方道
- 国家支援地方道68号線（朝鮮語版）
- 国家支援地方道69号線（朝鮮語版）
- 国家支援地方道79号線（朝鮮語版）